# .38 S&W

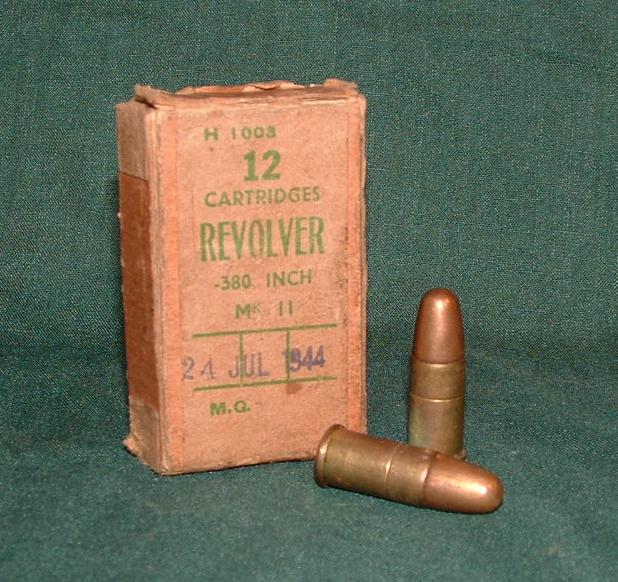
Caixa de cartuchos ".380" Revolver Mk IIz" da Segunda Guerra Mundial (e cartuchos separados)

O .38 S&W (também conhecido como .38 S&W Short, 9×20mmR, .380 Revolver ou .38/200) é um cartucho de fogo central para revólver desenvolvido pela Smith & Wesson em 1877 para ser usado no S&W .38 Single Action. Versões desse cartucho foram adotadas como padrão das forças armadas britânicas entre 1922 e 1960. Embora tenha um nome semelhante, não é intercambiável com o mais recente .38 Smith & Wesson Special devido ao formato diferente do estojo e diâmetro da bala um pouco maior.

## Variantes
.38 Colt New Police era o nome de propriedade da Colt's Manufacturing Company para o que era essencialmente o .38 S&W com uma bala de ponta chata.
O .38 S&W Super Police dos EUA era quase idêntico ao .38/200 Mk I britânico, usando uma bala de liga de chumbo de 200 grãos (13,0 gramas), com uma velocidade de saída de 630 ft/s (190 m/s) e energia no cano de 176 ft.lbf (239 J) e foi fornecida por vários fabricantes dos EUA ao governo britânico como equivalente ao carregamento de Mk I.
O 9,65 mm Normal (9,2×23 mmR ou .38 Smith & Wesson) da MKE possui uma bala de liga de chumbo e antimônio de 177 grãos (11,5 gramas) com uma jaqueta de metal dourado e um estojo de latão com espoleta Boxer. A designação "normal" o diferencia da versão 9,65 mm Special (9,1×29 mmR ou 0,38 Special). Utiliza o cano de calibre nominal de 9,65 mm (calibre .38) em vez do calibre real de 9,2 mm (calibre .361). Tem uma velocidade de saída de 590 pés/s (180 m/s).